# Errolichthys
Errolichthys è un pesce osseo estinto, appartenente ai condrostei. Visse nel Triassico inferiore e i suoi resti fossili sono stati ritrovati in Madagascar e in Groenlandia. 

## Descrizione
Errolichthys era un pesce di medie dimensioni, e si suppone che potesse raggiungere i 50 centimetri di lunghezza. Era dotato di alcune caratteristiche che richiamavano gli arcaici paleonisciformi, come una dentatura molto sviluppata soprattutto sulle ossa dermiche e il palatoquadrato (quest'ultimo ossificato in un solo elemento), un mascellare indipendente e allungato, numerosi raggi branchiostegi, una mandibola allungata, canali sopraorbitali che raggiungevano il pareitale senza connessioni con i canali infraorbitali, e l'endocranio molto ossificato. Altre caratteristiche invece richiamavano gli acipenseriformi (il gruppo a cui appartengono gli storioni), come un suspensorium quasi verticale, un parasfenoide allungato, l'opercolo di grandi dimensioni, un iomandibolare massiccio, un palatoquadrato corto e la regressione del preopercolo in una catena di ossicini di forma tubulare che circondava il canale. 
L'esoscheletro di Errolichthys era poco sviluppato: la parte anteriore del tetto cranico comprendeva un mosaico di piccole placche e ossa tubulari. La superficie ossea delle grandi placche ossee craniche era ridotto alla sua parte più interna, sulla cui supeficie erano visibile le tracce del plesso vascolare. L'opercolo e il subopercolo erano frastagliati posteriormente.

## Classificazione
Errolichtys mirabilis venne descritto per la prima volta nel 1952 da Jean-Paul Lehman, sulla base di un singolo esemplare ritrovato in terreni risalenti al Triassico inferiore in Madagascar. Successivamente altri fossili ascrivibili alla medesima specie vennero descritti da Nielsen nel 1955. Altri fossili attribuiti a questo genere provengono dalla Groenlandia. 
Errolichthys venne attribuito da Lehman a una famiglia a sé stante, Errolichthyidae, vista dallo studioso come ancestrale agli Acipenseriformes nell'ambito dei Chondrostei. Ulteriori studi hanno messo in dubbio questo rapporto di parentela, pur sostenendo la probabile attribuzione ai condrostei.